# Cheryl Burke
Cheryl Stephanie Burke (San Francisco, 3 maggio 1984) è una ballerina e personaggio televisivo statunitense.
È nota soprattutto in qualità di ballerina professionista del programma televisivo statunitense Dancing with the Stars, in onda dal 2005 sulla ABC, che ha vinto in due occasioni.

## Carriera
Burke entra a far parte del cast della seconda edizione di Dancing with the Stars nel 2006, vincendo la gara del programma insieme all'attore e cantante Drew Lachey. Burke vince anche l'edizione successiva del programma, diventando la prima professionista a vincere due edizioni consecutive della trasmissione. Nel febbraio 2022, dopo aver partecipato ad un totale di 24 edizioni del programma (di cui 18 consecutive), Burke annuncia l'addio alla trasmissione dovuto all'età non più compatibile con il lavoro di ballerina.
Ha partecipato anche ad alcune serie televisive apparendo in Zack e Cody al Grand Hotel (2006), Smallville (2011), My Crazy Love (2014) e Jane the Virgin (2017).

## Vita privata
Nel 2021 sposa l'attore Matthew Lawrence, dal quale decide tuttavia di divorziare a soli 3 mesi dal matrimonio.

## Filmografia
- Zack e Cody al Grand Hotel (The Suite Life of Zack and Cody) - serie TV, episodio 2x25 (2006)
- Smallville - serie TV, episodio 10x18 (2011)
- My Crazy Love - serie TV (2014)
- Jane the Virgin - serie TV, episodio 3x10 (2017)

## Doppiatrici italiane
Nelle versioni in italiano dei suoi film, Cheryl Burke è stata doppiata da:
- Francesca Manicone in Zack e Cody al Grand Hotel